# United States Army Rangers
Das 75th Ranger Regiment (Airborne) (United States Army Rangers) ist Teil des United States Army Special Operations Command und stellt nach dem United States Army Special Forces Command (Airborne) den zahlenmäßig größten Teil der Spezialkräfte der United States Army. Im Weiteren durchlaufen auch Soldaten anderer Truppenteile die Ausbildung zum Army Ranger. 

## Geschichte

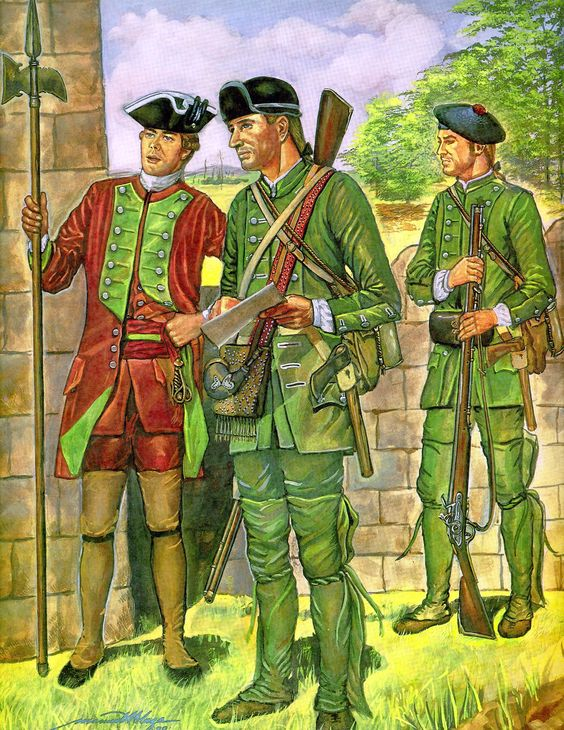
Darstellung von Rogers Rangers im United States Army Center of Military History

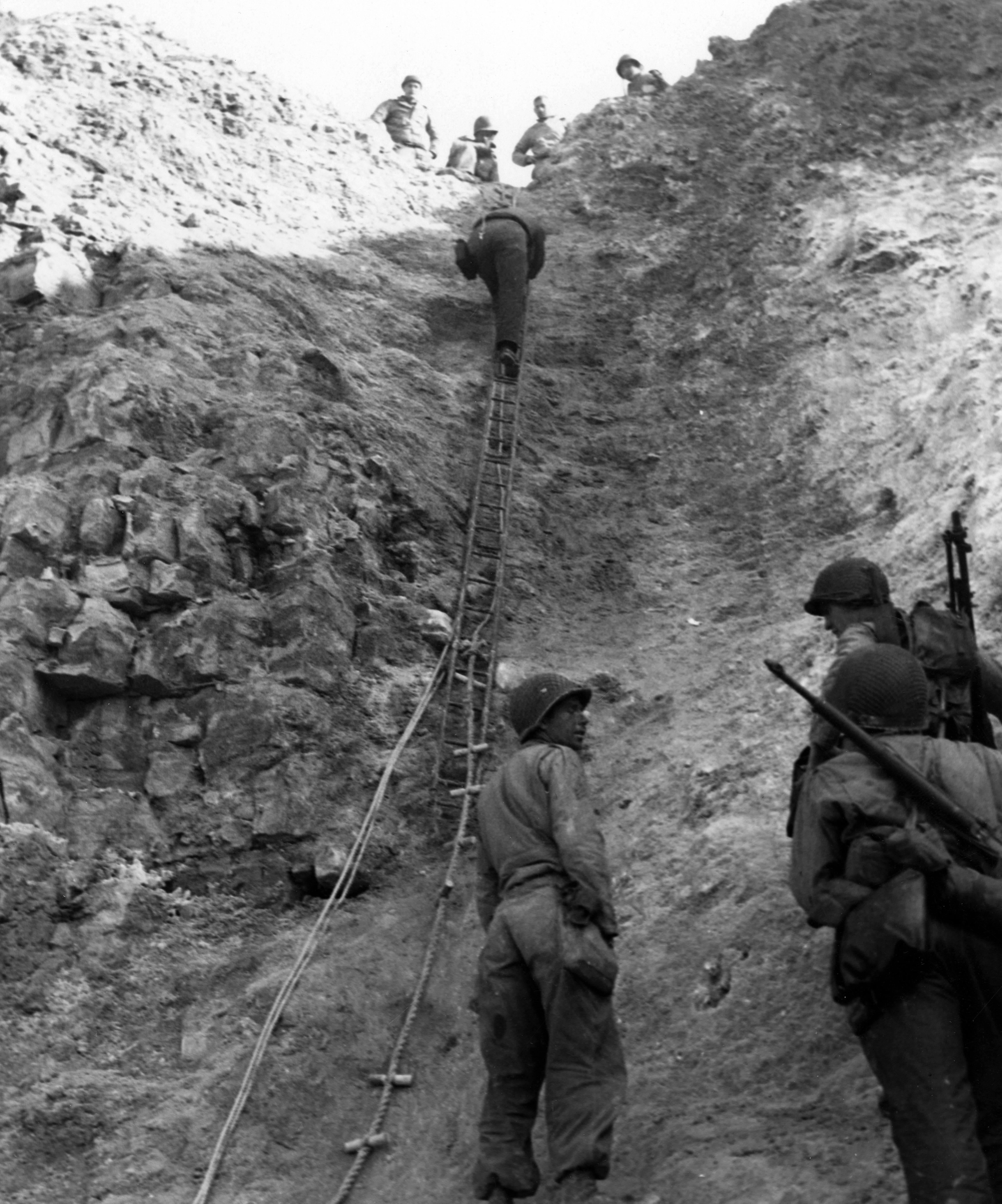
D-Day 1944, Pointe-du-Hoc

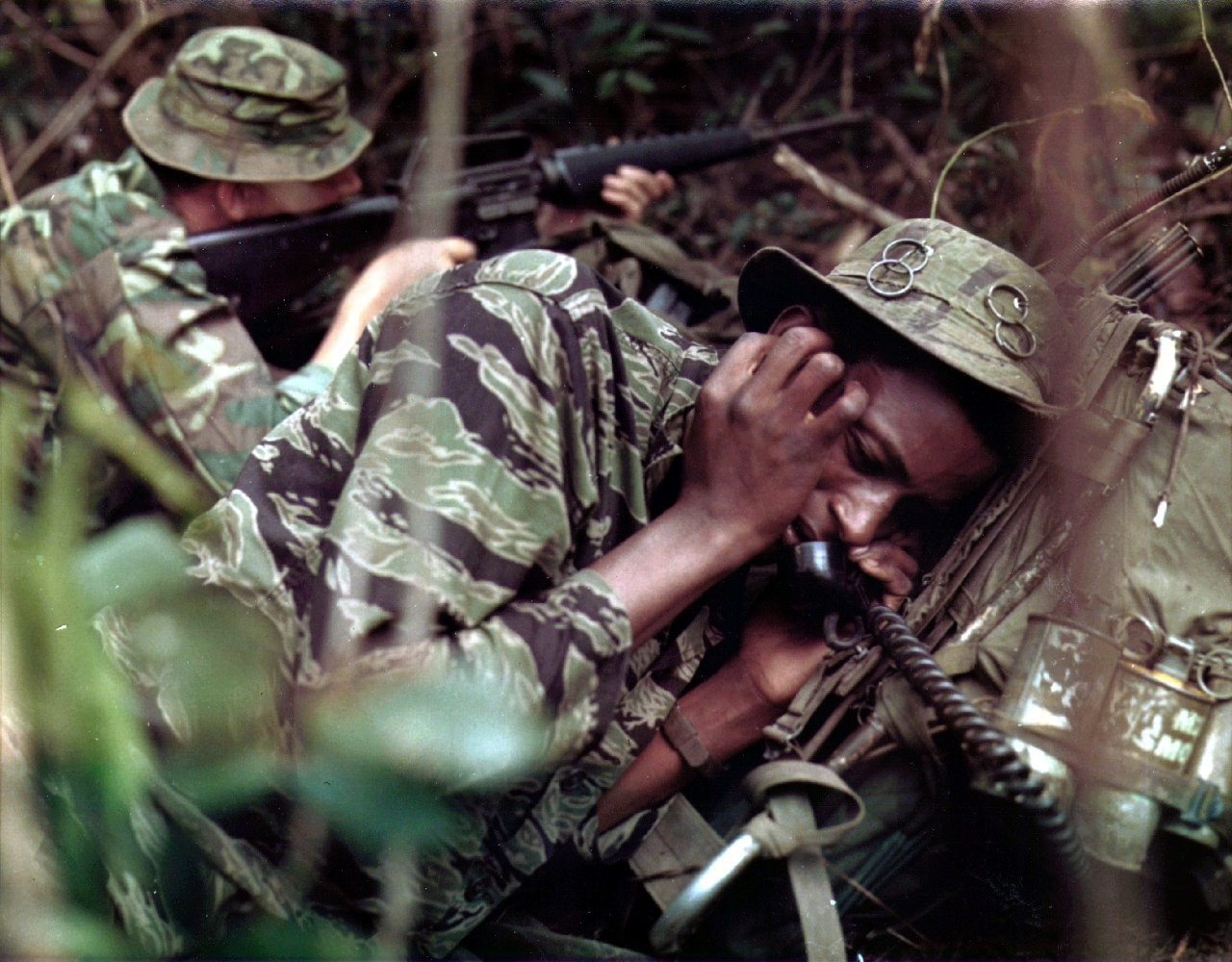
US-Rangers im Gefecht während des Vietnamkriegs

Die Rangers berufen sich in der Tradition auf die Rangerkompanien unter Robert Rogers, die auf britischer Seite im Franzosen- und Indianerkrieg kämpften und aus den ersten Siedlern in den Vereinigten Staaten gebildet wurden, die unter Ausnutzung des Geländes gegen die indigene Bevölkerung und französische Truppen kämpften. Dessen zusammengestellter Ausbildungsplan aus Berichten der „Rogers Rangers“ sind bis heute noch Grundlage für die Ausbildung amerikanischer Sonderverbände für den kleinen Krieg. Rogers diente im Unabhängigkeitskrieg auf britischer Seite.
Der Oberstleutnant der Kontinentalarmee Francis Marion, der während des Unabhängigkeitskriegs diente, gilt durch seine Taktik für Hinterhalte, um damit den Nachschub zu unterbinden, als einer der Begründer moderner Guerillakriegsführung und Mitbegründer der US Ranger. 
Auch im Amerikanischen Bürgerkrieg wurden Rangers vor allem auf der Seite der Konföderierten Staaten von Amerika hinter den feindlichen Linien eingesetzt.
Die Rangertruppe der United States Army wurde am 19. Juni 1942 in Nordirland aus den Reihen der 34th Infantry Division, trotz Vorbehalten bei der Army gegenüber Elite-Einheiten, aufgestellt. Als Vorbild dienten die britischen Commandos, die Ausbildungshilfe leisteten. Um den amerikanischen Verband abzugrenzen, wählte man die Bezeichnung „Rangers“. Der erste Kommandeur wurde Major William O. Darby. Die Rangers (1. bis 5. und das 29. Bataillon) kämpften im Zweiten Weltkrieg auf den Kriegsschauplätzen in Norwegen, Nordafrika bei der Operation Torch, Italien bei der Operation Avalanche (Golf von Salerno) und Operation Husky (Sizilien) sowie in der Normandie bei der Operation Overlord mit den Schwerpunkten Omaha Beach und Pointe du Hoc.
Auf dem pazifischen Kriegsschauplatz war das 6. Bataillon bei der Invasion von Luzon und der Befreiung US-amerikanischer Kriegsgefangener beteiligt. Bekannt wurden vor allem die Merrill’s Marauders (offiziell: 5307th Composite Unit (provisional)), ein Großverband in Brigadestärke, der im Jahr 1943 in Indien aufgestellt und im Dschungel- und Kommandokampf ausgebildet wurde. Die Truppe unter ihrem Kommandeur Brigadier General Frank D. Merrill griff im Jahr 1944 maßgeblich in den Burmafeldzug ein, als sie von Norden hinter die japanischen Linien vordrang, über 1600 km durch die Bergregionen des Himalaya und den burmesischen Dschungel vorrückte, japanische Nachschublinien bei Maingkwan und im Hukawng-Tal unterbrach und am 17. Mai 1944 den wichtigsten Militärflugplatz des burmesischen Kriegsschauplatzes, das Myitkyina airfield gegen eine Übermacht einnahm. Die Versorgung erfolgte dabei durch die Luft und zum ersten Mal wurden zur Evakuierung von Verwundeten Hubschrauber eingesetzt.
Im Koreakrieg operierten Rangers erstmals als Luftlandetruppe. Bedingt durch die konventionelle Militärdoktrin im Kalten Krieg, wurden die Rangers jedoch nach dem Koreakrieg aufgelöst.
Im Vietnamkrieg wurden die Rangers wieder als Fernspäh-Rangerkompanien neu aufgestellt. Es existierten insgesamt 15 Kompanien. Diese waren (mit Zuordnung):
- A-Kompanie: V. Korps, Deutschland
- B-Kompanie: VII. Korps, Deutschland
- C-Kompanie: 1. Field Force, Vietnam
- D-Kompanie: 2. Field Force, Vietnam
- E-Kompanie: 9th Infantry Division
- F-Kompanie. 25th Infantry Division
- G-Kompanie: 23rd Infantry Division
- H-Kompanie: 1st Cavalry Division
- I-Kompanie: 1st Infantry Division
- K-Kompanie: 4th Infantry Division
- L-Kompanie: 101st Airborne Division
- M-Kompanie: 199. Leichte Infanteriebrigade
- N-Kompanie: 173. Luftlandebrigade
- O-Kompanie: dritte Brigade, 82nd Airborne Division
- P-Kompanie: erste Brigade, 5th Infantry Division.

Bis auf die A- und B-Kompanie waren alle Kompanien in Vietnam stationiert.
Das jetzige 75th Ranger Regiment wurde im Jahr 1974 aufgestellt und ist seitdem die einzige ständige Rangereinheit.
- 1. Bataillon auf dem Hunter Air Field, Georgia
- 2. Bataillon in Fort Lewis, Washington
- 3. Bataillon in Fort Moore, Georgia

Einsätze der Rangers waren die Operation Urgent Fury in Grenada, 1983, Operation Just Cause in Panama, 1989, Operation Desert Storm im Irak (nur die B-Kompanie des 1. Bataillons), 1991 und Operation Irene in Somalia (nur die B-Kompanie des 3. Bataillons), 1993 und Operation Anaconda 2002 in Afghanistan.

## Auftrag

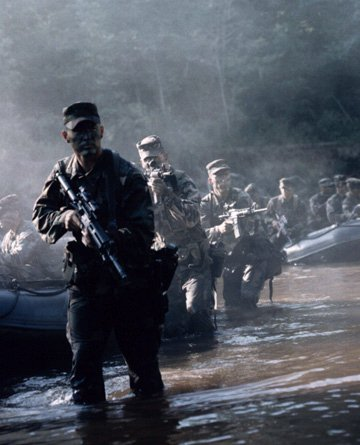
Soldaten auf Patrouille

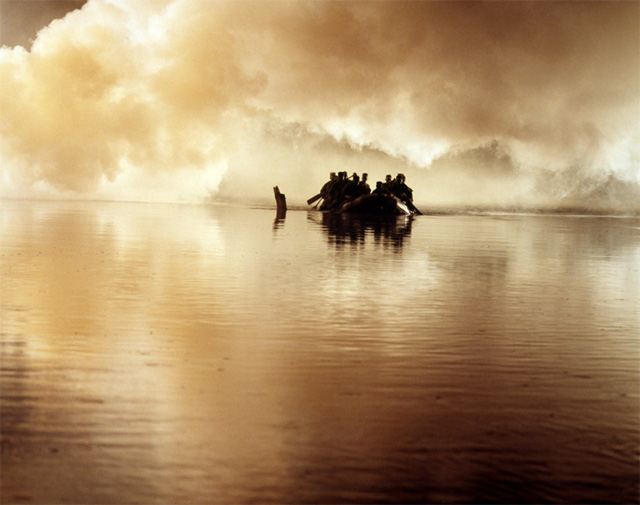
Rangers bei nächtlicher Aufklärung

Die Ausbildung und Ausrüstung der Rangers ist sowohl auf unkonventionelle als auch auf klassische Operationen ausgelegt. Grundsätzlich handelt es sich bei den Rangers um leichte Infanterie für schnelle Einsätze tief in gegnerischem Territorium. Neben der allgemeinen taktischen Aufklärung in der Tiefe des Operationsraumes und dem Angriff auf Schlüsselziele oder Schlüsselgelände, gehören Handstreich und Hinterhalt im Jagdkampf, die Sicherung einer Landezone für nachfolgende Einheiten im Fallschirmsprung oder im Luftlandeeinsatz und das Bergen von Personal und Ausrüstung zu ihren Aufgaben. Der Verband unterstützt bei Bedarf Einsätze der anderen Verbände des United States Army Special Operations Command. Darüber hinaus sind die Rangers in der Lage, alle klassischen Operationen zu übernehmen, die Fallschirmjäger- oder leichte Infanterieverbände ausführen können.
Zum Kampf gegen mechanisierte Einheiten sind sie aufgrund der leichten Bewaffnung nur eingeschränkt fähig. Das Ranger-Regiment selbst verfügt nur über eingeschränkte Flugabwehrfähigkeiten und über keine Artillerie sowie nur über geringe eigene Nachschubkapazitäten und sonstige Kampfunterstützung. Dies macht sie bei längeren Einsätzen vom Aufbau einer Unterstützung durch Logistik einer übergeordneten Ebene abhängig.
Ihre gegenwärtige Rolle innerhalb des Army Special Operation Command ist die einer Kommandoeinheit für direkte handstreichartige Gefechtshandlungen (direct action), die auch in der Lage ist, auf breit angelegter infanteristischer Ebene größere Ziele wie Flughäfen einzunehmen.
Auf operativer Ebene sind die Ranger-Einheiten innerhalb von 18 Stunden weltweit verlegbar, wozu mindestens ein Bataillon jederzeit einen hohen Grad an Gefechtsbereitschaft aufrechterhält (Ranger Ready Force, kurz RRF).

## Wahlspruch und Schlachtruf der Rangers
Der Wahlspruch der Einheit lautet „sua sponte“ lat. für „aus eigenem Antrieb“ oder „freiwillig“. Der inoffizielle Schlachtruf „Rangers lead the way!“ (deutsch etwa für „die Rangers gehen voraus!“) geht vermutlich auf den Befehl von Brigadier General Norman Cota, stellvertretender Kommandeur der 29th Infantry Division, an den Kommandeur des 5th Ranger Battalion während der alliierten Invasion Overlord am Omaha Beach in der Normandie im Zweiten Weltkrieg zurück.

## Gliederung

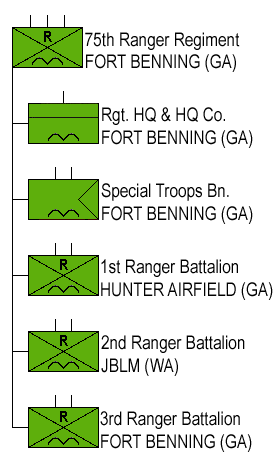
Struktur des 75th Ranger Rgt. (Militärische Symbole)

Die Ranger der United States Army sind im 75th Ranger Regiment mit Stab in Fort Benning zusammengefasst.
Das Regiment gliedert sich in den Regimentsstab, drei Ranger-Bataillone und einen Unterstützungsverband mit jeweils einem Personal-Sollbestand von jeweils rund 660 Mann. Allerdings liegt die Gesamtzahl etwas höher, da ständig rund 15 % der Soldaten an Lehrgängen teilnehmen.
Das Regimental Special Troops Battalion gliedert sich in den Stab und die Stabskompanie, eine Aufklärungskompanie, eine Fernmeldekompanie, eine Feldnachrichtenkompanie und eine Ausbildungskompanie.
Das 1st Ranger Battalion ist in Hunter Airfield, Georgia; das 2nd Ranger Battalion in Fort Lewis im US-Bundesstaat Washington; das 3rd Ranger Battalion und das Stabsbataillon in Fort Moore, Georgia, stationiert.
Jedes Ranger-Bataillon gliedert sich in den Bataillonsstab mit Stabskompanie, vier Rangerkompanien und einer Unterstützungs-(Versorgungs-)kompanie.
Die Bataillonsstabskompanie besteht aus einem Stabszug mit Bataillonsgefechtsstand, Fernmeldegruppe, Mörserzug, taktisch-technische Aufklärungsgruppe, Aufklärungszug, Scharfschützenzug, Diensthundegruppe mit 18 Diensthunden, Sanitätsgruppe, Kompanieversorgungsgruppe und Kompanieführungsgruppe.
Der Bataillons-Mörserzug besteht aus Zugtrupp, Feuerleitgruppe und zwei Mörsergruppen mit je zwei Mörsertrupps. Der Zug ist mit sechs 60 mm M224-Mörser (Einsatzebene Zug), vier 84 mm M252-Mörser (Kompanie) und vier 120 mm M220-Mörser (Bataillon) ausgestattet. Je nach Auftrag werden diese den Rangerkompanien zur Feuerverstärkung unterstellt oder unterstützen diese.
Der Bataillons-Scharfschützenzug besteht aus dem Zugtrupp und zwei Scharfschützengruppen mit je sechs 2-Mann-Scharfschützenteams mit M24-, SR25- und M82 Barrett-Scharfschützengewehren.
Die Aufklärungstrupps des Bataillons-Aufklärungszuges sind die ersten Ranger, die sich während einer Operation meist per Luftlandung im Gleiteinsatz in das Zielgebiet begeben. Dort führen sie die erste Bodenaufklärung durch und markieren und sichern die Landezone für die nachfolgenden Kräfte.
Jede Rangerkompanie verfügt über drei Infanteriezüge und einen Feuerunterstützungszug mit schweren Infanterie- und Panzerabwehrwaffen. Die Kompanieführungsgruppe besteht aus dem Kompaniechef, Kompanieoffizier, Kompaniefeldwebel, einem Funker sowie dem Joint Fire Support Team mit dem Artillerie-Feuerleitoffizier, Artillerie-Feuerleitfeldwebel und weiteren Soldaten. Die Kompanie-Sanitätsgruppe besteht aus einem Sanitätsunteroffizier und zwei Sanitätern je Infanteriezug. Als Unterstützungsfahrzeuge für den Transport von Versorgungsgütern, Munition und schweren Infanteriewaffen verfügt jede Kompanie über acht HUMVEE.
Jeder Rangerzug besteht aus drei 7-Mann-Gruppen mit Colt M4 und 40 mm M203-Granatwerfer sowie einer Maschinengewehr-Gruppe mit drei 2-Mann-Maschinengewehrteams mit einem M240L sowie einem Zugtrupp mit einem Offizier und Platoon-Sergeant als Jägerfeldwebel sowie einem Artilleriebeobachter und Funkgerätebediener.
Je nach Aufgabe kann das Regiment spezielle Teams zusammenstellen, die für Taucheinsätze, Sabotageaktionen, Luftabwehr oder für die Zusammenarbeit mit anderen Truppengattungen speziell ausgebildet und ausgerüstet sind.
Eine Ranger-Ausbildungsbrigade mit drei Ausbildungsbataillonen ist dem TRADOC unterstellt.

## Rekrutierung und Ausbildung
Die ersten Rangers wurden 1941 an der Achnacarry Commando School in Schottland ausgebildet.
Heute müssen Anwärter einen General Technical Score von 105 und einen Physical Training Score von 240 erreichen. Die Anwärter müssen bereits eine Military Occupational Specialty besitzen, die kompatibel mit den Rangers ist. Es folgt das Ranger Assessment and Selection Program (RASP), ein Auswahlverfahren, welches 2010 eingeführt wurde, um bessere Soldaten zu finden. Durchschnittlich sollen gerade mal 37 % der Anwärter das RASP mit Erfolg bestehen.
Es folgt ein Ranger First Responder Course, in dem die Anwärter die Grundlagen der militärischen Erste Hilfe erlernen. Zur weiteren Ausbildung der Rangers können das Erlernen von Sprachen gehören oder auch Führungsqualitäten an der Army Ranger School angeeignet werden. Die Ranger können an anderen Army Schools als Scharfschütze oder als Taucher ausgebildet werden.

## Ausrüstung
Standardmäßig sind Ranger-Bataillone nur mit leichter Ausrüstung versehen, was die unauffällige Beweglichkeit im Gelände, die Luftverlade- und Luftlandefähigkeit erhöhen soll.
Als Handfeuerwaffe dient das M4-Sturmgewehr, das nach und nach durch das neue FN SCAR abgelöst wird. Zusätzlich sind je Gruppe Ranger mit M203-Granatwerfern ausgerüstet. Als Maschinengewehr dient das M240B, als Repetierflinte die Remington 870, als Scharfschützengewehre das M24 SWS und die M110. Vereinzelt werden auch noch Gewehre der Typen M14 und M21 eingesetzt. Leichte Panzerabwehrwaffen sind die schwere Panzerfaust und die ungelenkte Panzerabwehrwaffe AT4. Unterstützungswaffen sind 60-, 81- und 120-mm-Mörser und die FIM-92 Stinger.
Das Abzeichen wird oben auf dem linken Arm getragen.